# 파르크 포베디역 (상트페테르부르크 지하철)
파르크 포베디 역(러시아어: Парк Победы)은 러시아 상트페테르부르크 시에 있는 상트페테르부르크 지하철 모스콥스코 페트로그라츠카야 선의 역이다. 1961년 4월 29일에 개통되었다.
파르크 포베디 역은 심도 35m(115ft)로 세계에서 가장 깊은 지하철 역 중 하나이다. 세계 최초로 스크린도어가 도입된 역이다.

## 역 주변
파르크 포베디 역 인근에는 "승리공원"이 위치한다.